# Bäsebäck
Bäsebäck, vattendrag i Nybro kommun i mellersta Småland. Biflöde till Badebodaån. Bäsebäck rinner upp i Boasjös nordöstra hörn och mynnar i Bjärssjön. Bäsebäcks huvudriktning är öster. 

## Sträckning
Från Boasjö genomflyter bäcken Lilla och Stora Madgölen, korsar vägen mellan Kråksmåla och Allgunnen, upptar Älebäcken från vänster. Därefter genomflyter den Träbaggasjö och når, efter en krok mot söder med Gångegöl och Långegöl, Bjärssjöns södra strand.